# Okra
Die Okra oder der Gemüse-Eibisch (Abelmoschus esculentus) ist eine Pflanzenart aus der Gattung Bisameibisch (Abelmoschus) innerhalb der Familie der Malvengewächse (Malvaceae). 

## Namen
Es sind verschiedene Namen für die Pflanze bekannt: Essbarer Eibisch, Gombobohne oder Okolo, Ägyptische Bohne, Gambo, Gombo, Griechenhorn, Grünschnabel, Hibiskusfrucht, Ibisco, Ladyfingers, Pappelrose, Rosenapfel. Weitere sind quiabo (Brasilien) oder bhindi (Südasien), quimbombó (Kuba) und bamya(h) (arabische Länder, Albanien, Türkei, Iran, Afghanistan, Bulgarien, Griechenland, Bosnien und Kroatien).

## Beschreibung

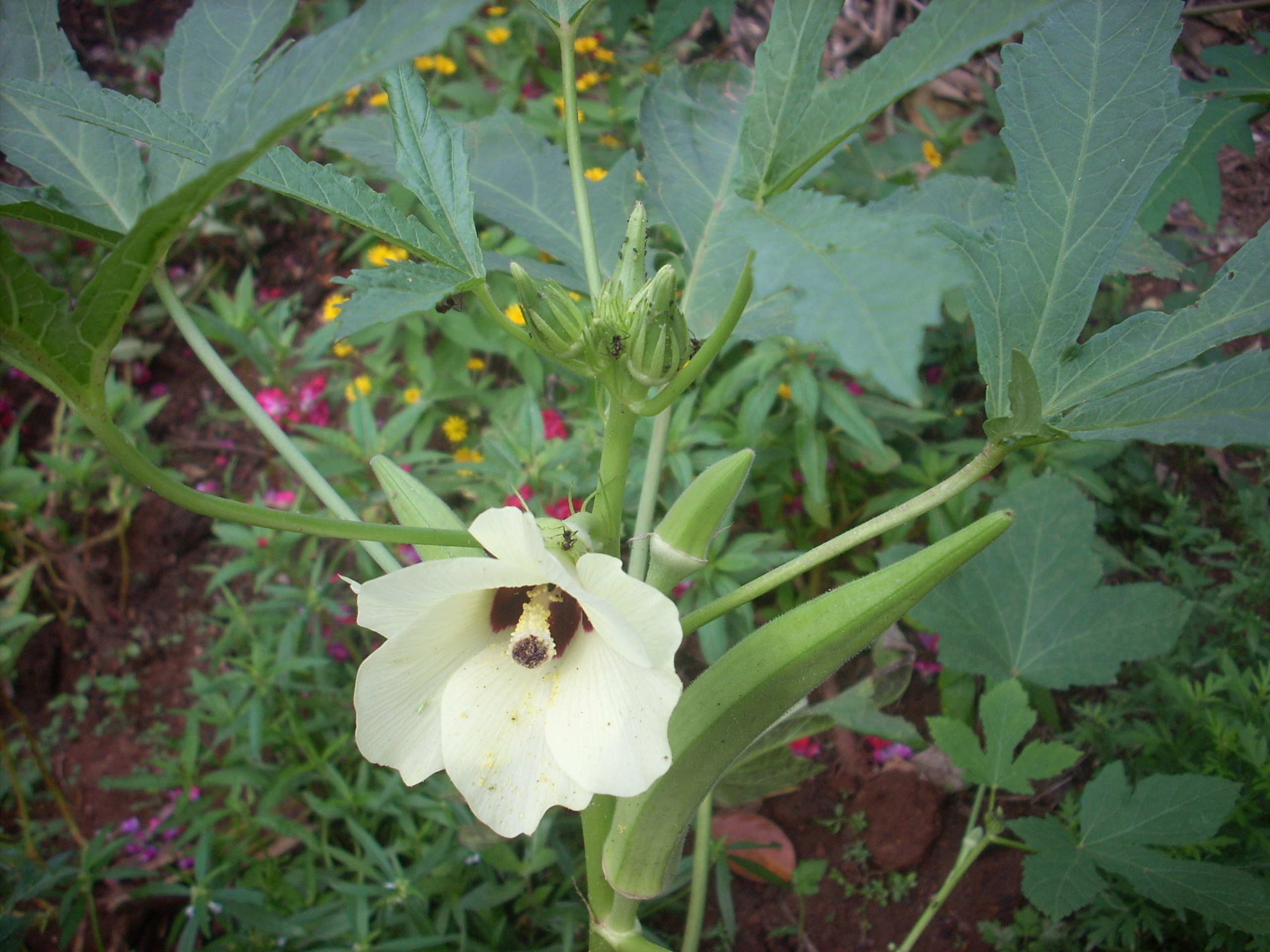
Okra-Pflanze

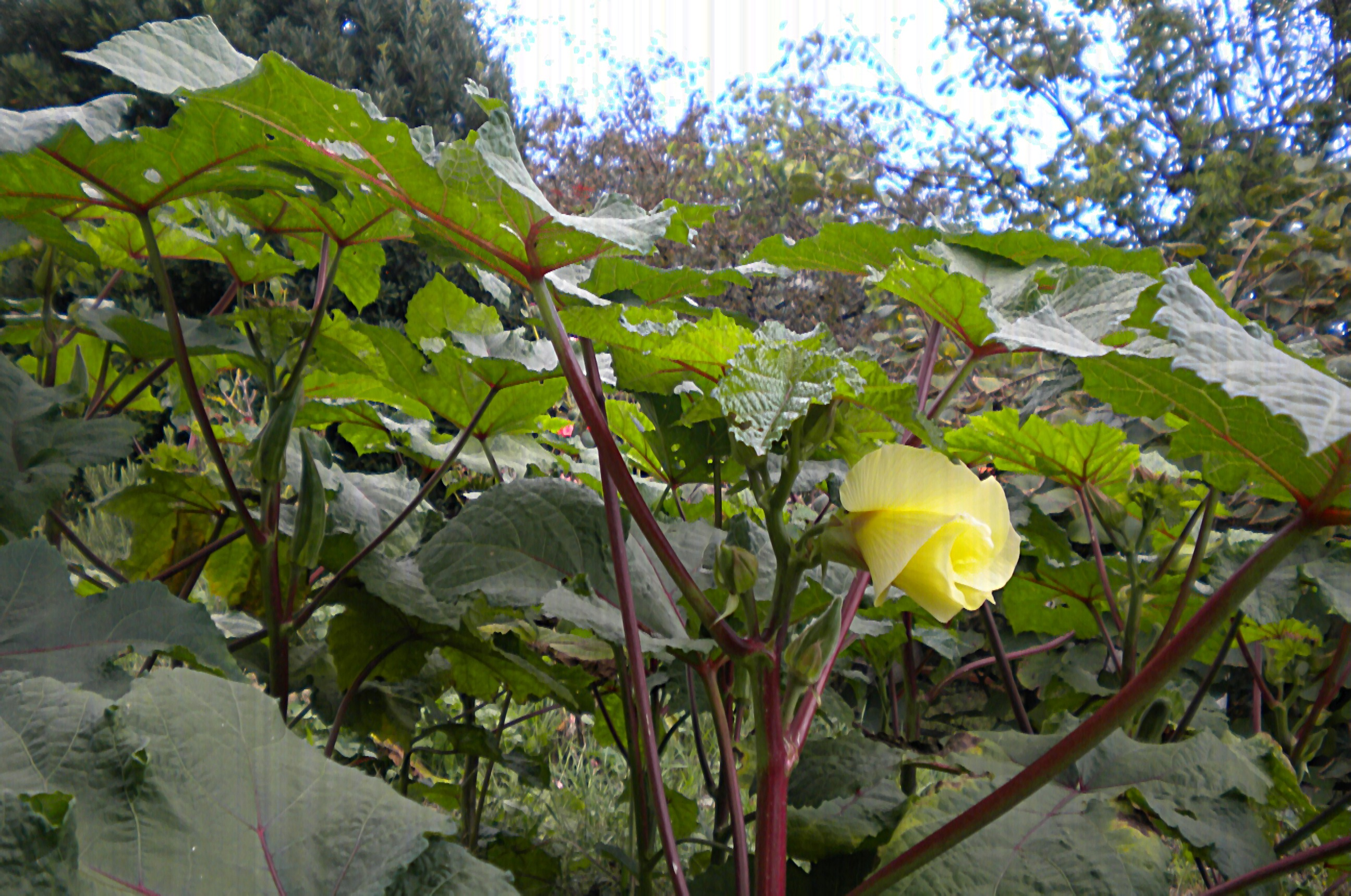
Okra-Pflanze mit Früchten und einer Blüte

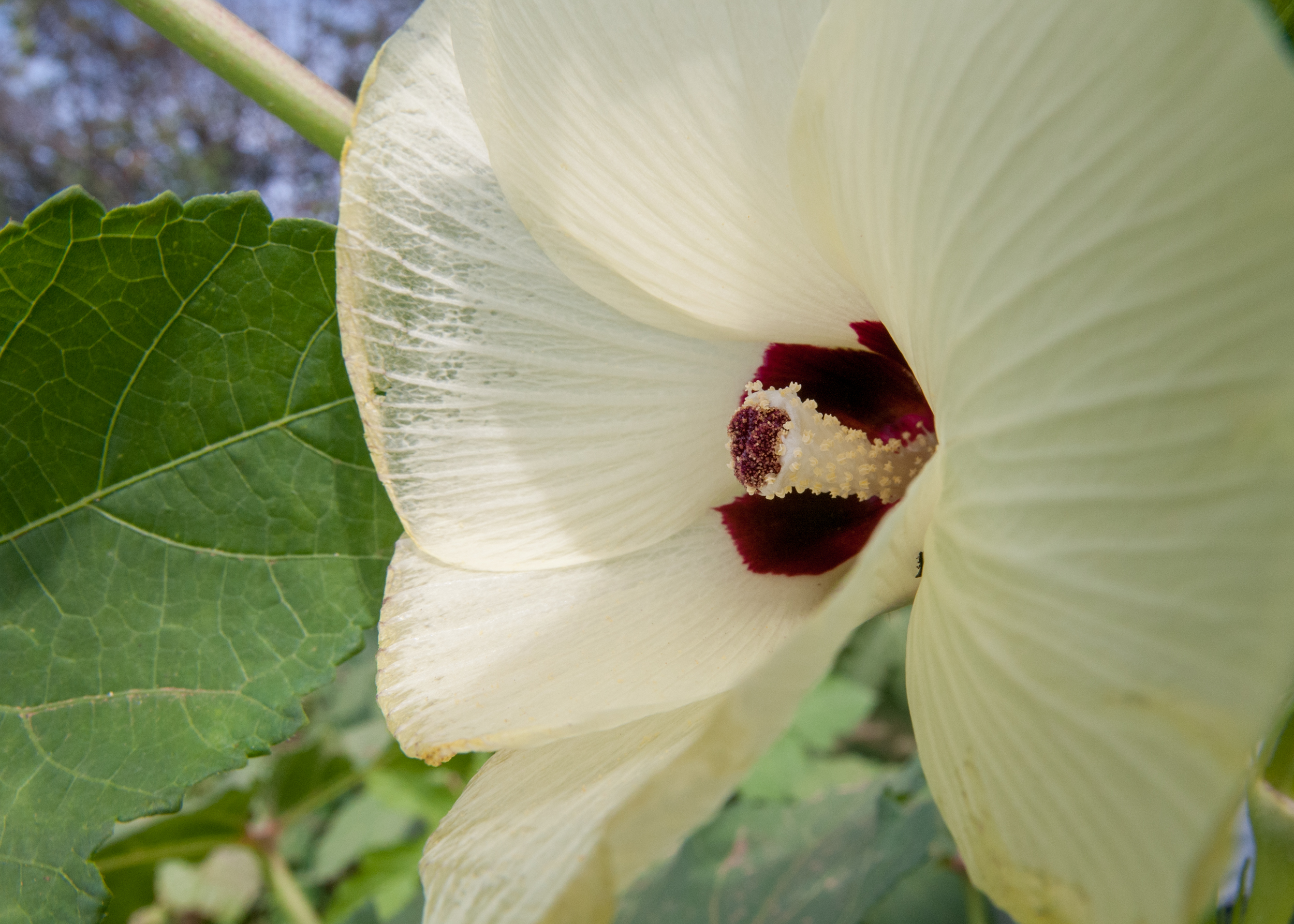
Okra-Blüte

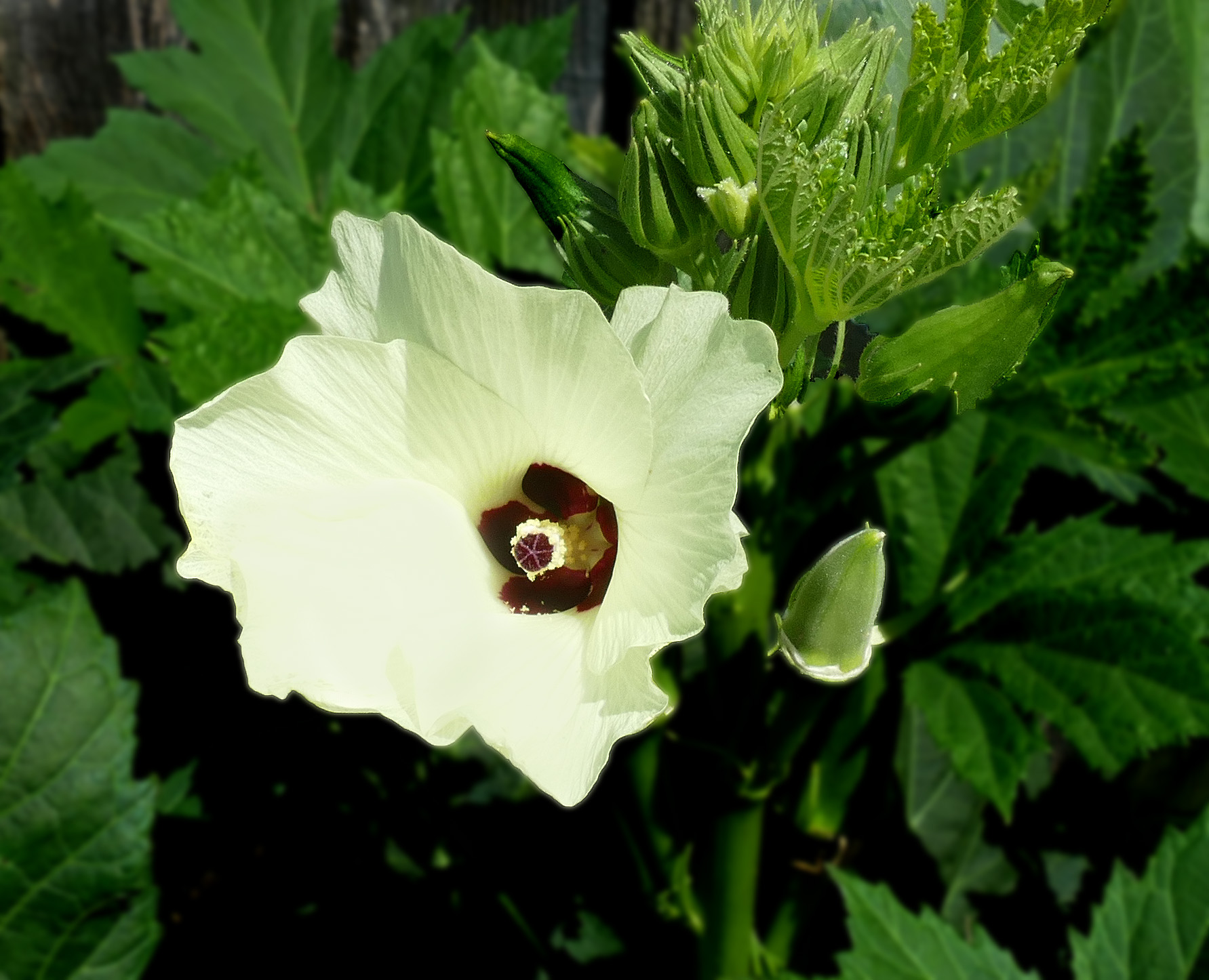
Okra blüht mit kleiner Kapselfrucht

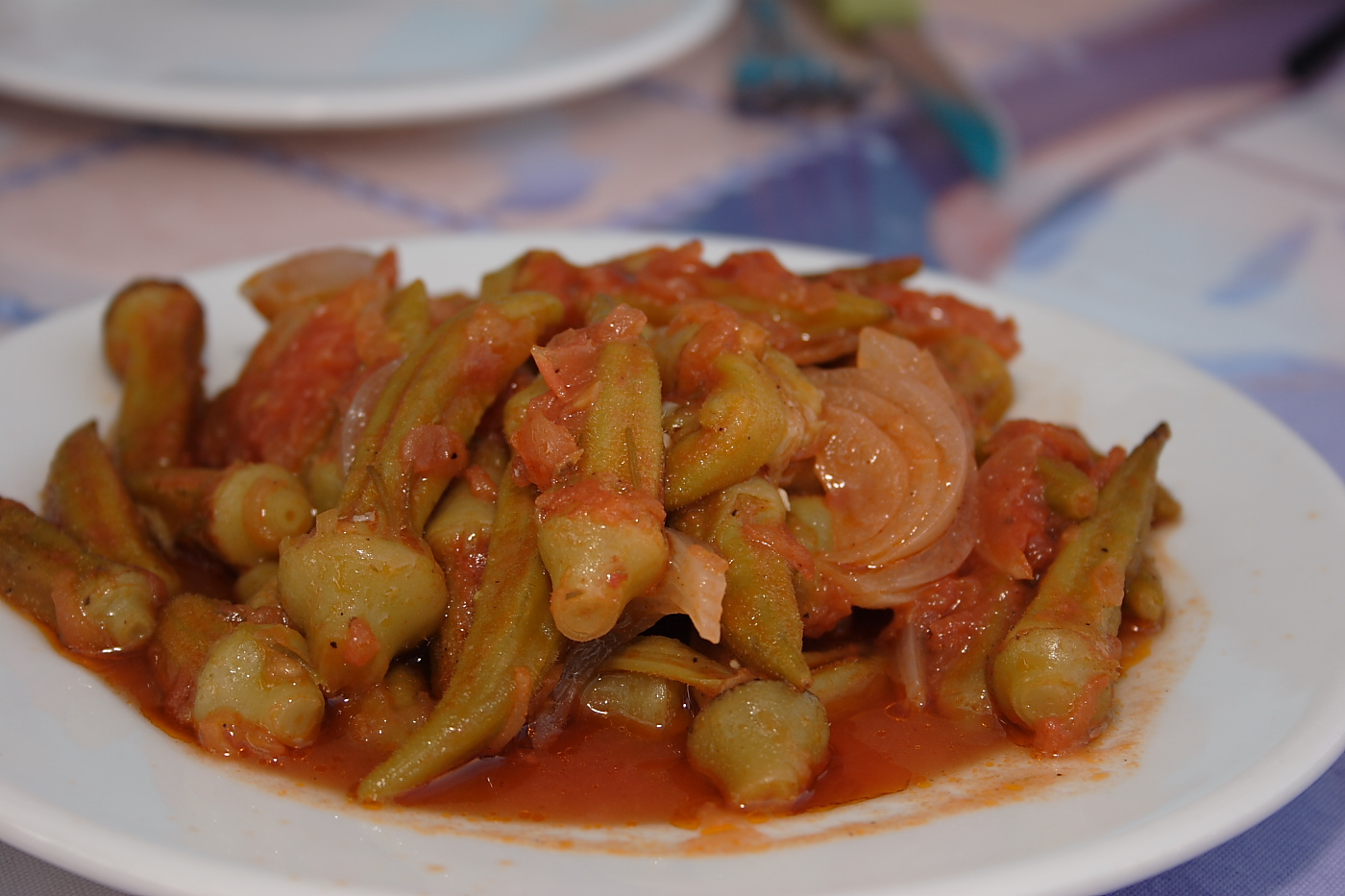
Okra in Tomaten-Öl-Sauce

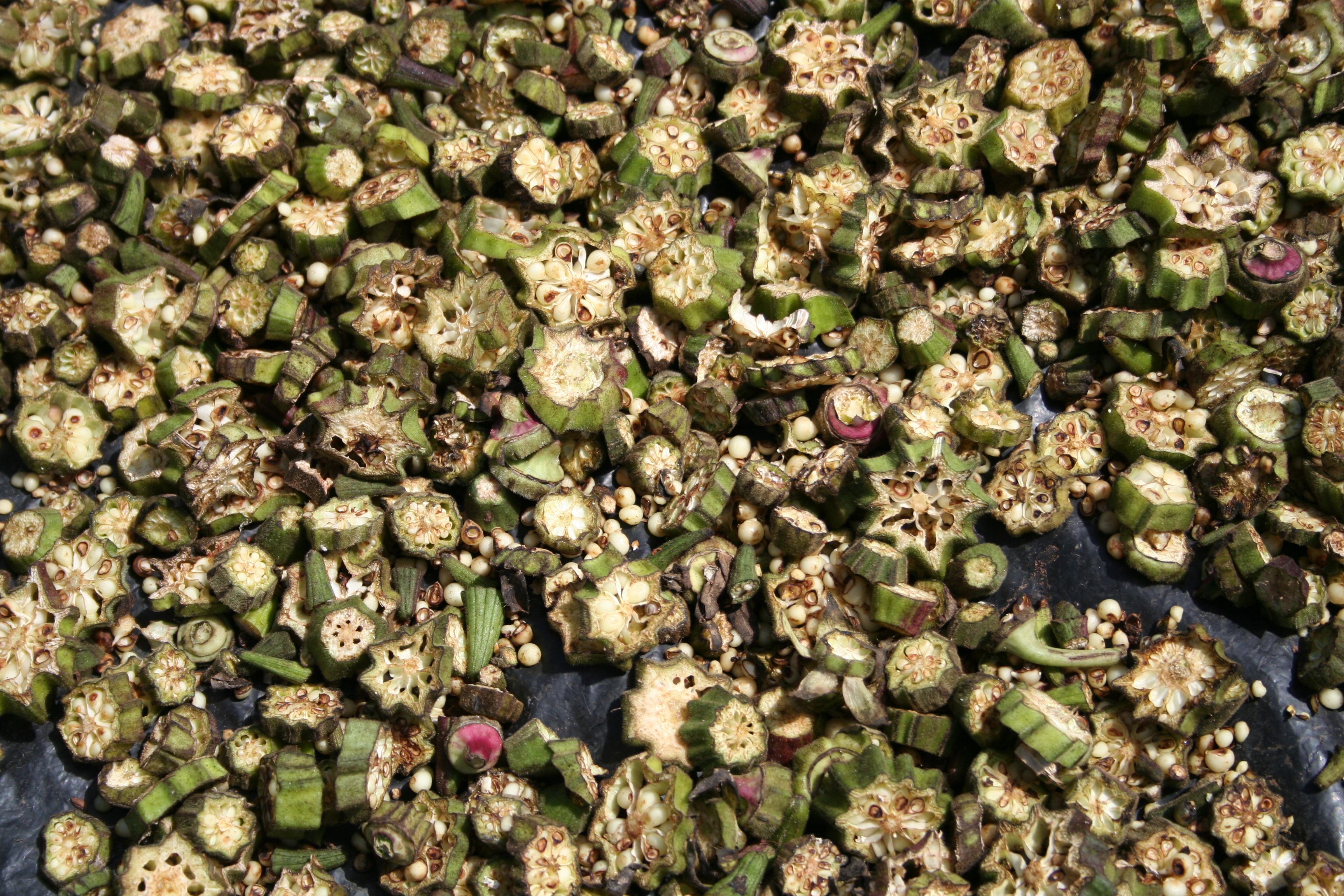
Getrocknete Okra, Westafrika

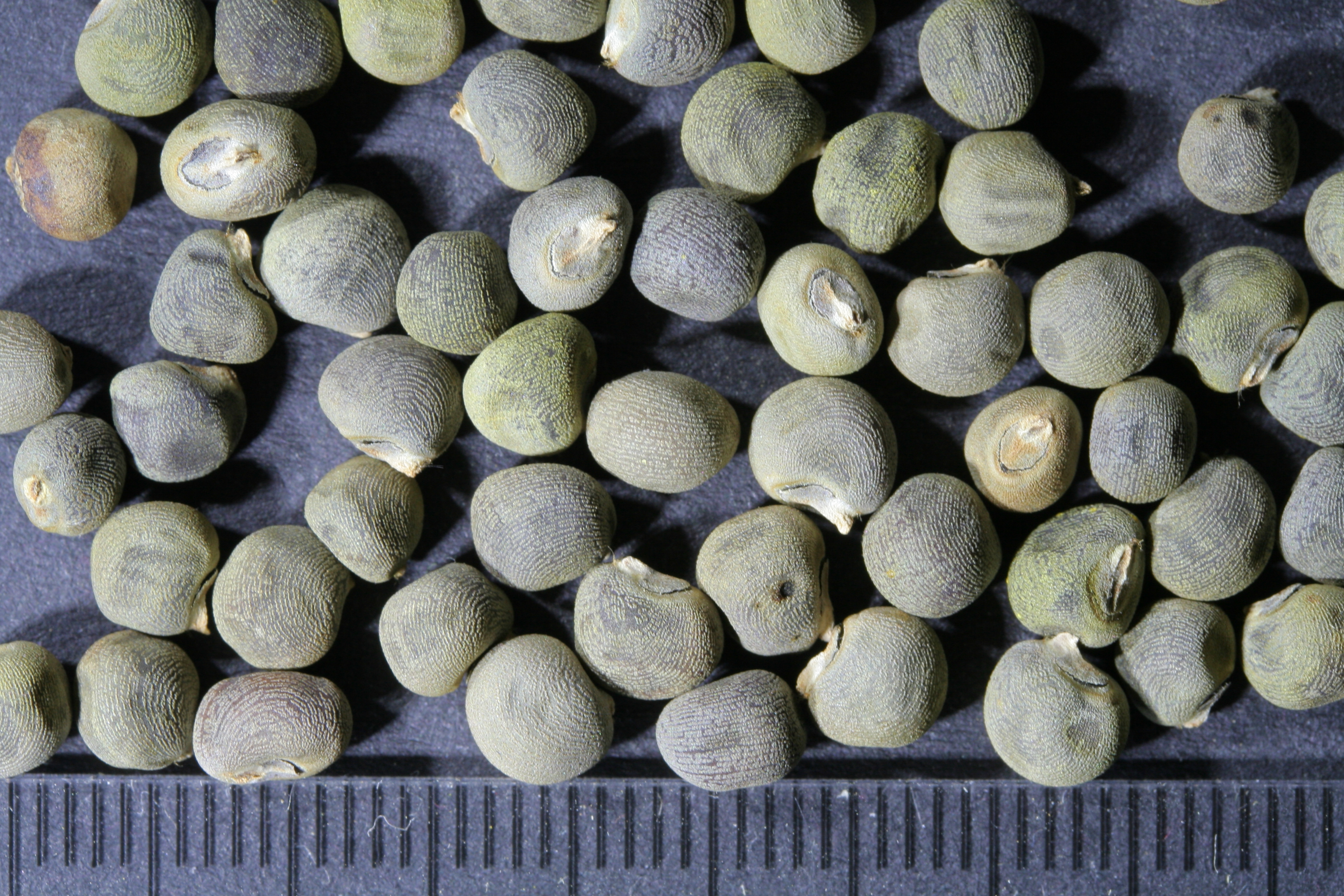
Okra-Samen

### Vegetative Merkmale
Okra wächst eigentlich als mehrjähriger Halbstrauch, wird aber zumeist einjährig kultiviert. Er erreicht Wuchshöhen bis über 2,50 Meter. Der Stängel ist hellgrün bis rötlich, anfänglich mit spärlichen, steifen Haaren, später verkahlend. Er hat einfache, gezahnte, gekerbte bis gesägte, handförmig gelappte bis schnittige, drei- bis siebenlappige, bis ca. 35 cm große, spiralig angeordnete Blätter. Die Blätter sind anfangs feinborstig, die Blattbasis ist oft herzförmig. Die langen, spärlich behaarten Blattstiele werden bis ca. 40 cm lang. Die bis 2 cm langen und behaarten Nebenblätter sind fadenförmig.

### Generative Merkmale
Die kurz gestielten Blüten sind einzeln, achselständig angeordnet. Die zwittrige Blüte ist radiärsymmetrisch. Die bis 15, früh abfallenden, steif behaarten Außenkelchblätter sind bei einer Länge von bis zu 2,5 Zentimetern sowie einer Breite von bis 3 Millimetern schmal, länglich bis lanzettlich. Die weißen bis hell-gelben auch purpurfarnen, feinnervigen Blütenkronen sind etwa 5 Zentimeter groß. Die zugespitzten, haarigen Kelchblätter sind 3 bis 5 cm lang und oft nur auf einer Seite der Blütenkrone zusammengefasst. Die fünf spiralig überlappenden, freien Kronblätter sind 4 bis 7 cm lang mit einer innen und außen purpur-violett gefärbter Basis.
Der fein behaarte, hellgrüne Fruchtknoten ist oberständig mit fünf bis zehn verwachsenen Griffelarmen mit dunkel-violetten, feinhaarigen Narben. Wie bei allen Vertretern der Unterfamilie Malvoideae sind die vielen weißlichen Staubblätter zu einer den Stempel umgebenden Röhre verwachsen, der Columna.
Die gurkenförmigen, längsrippigen, fünf- bis zehneckigen, leicht gebogenen und spitz zulaufenden Kapselfrüchte (umgangssprachlich „Schoten“) zählen zu den Fruchtgemüsen oder Gemüsen sie sind bis 25 cm lang und 2 bis 5 cm dick. Ihre Schalen sind zuerst hell- bis dunkelgrün, es gibt aber auch rötliche Variationen, mit einem feinen Flaum, ausgereift sind sie trocken und bräunlich. Die im Querschnitt zumeist fünf- bis siebeneckigen Früchte enthalten etwa 50–100 Samen. In jungen Früchten sind die 4 bis 6 mm großen Samen perlenartig, rundlich und weißlich, ausgereift sind sie grünlich, bräunlich bis gräulich mit einer konzentrisch linierten Samenschale. Die Tausendkornmasse beträgt 30 bis 80 Gramm, sie sind epigäisch keimend.
Die Chromosomenzahl beträgt 2n = 120 oder 130.

## Verbreitungsgebiet
Das ursprüngliche Verbreitungsgebiet von Okra kann nicht mehr mit Sicherheit zurückverfolgt werden, weil diese Pflanzenart seit Jahrtausenden kultiviert wird und sich vor ebenso langer Zeit schon über die arabische Halbinsel im indopazifischen Gebiet rasch ausbreitete. Es ist nicht einmal sicher, ob Abelmoschus esculentus von jeher eine eigenständige Art war, oder ein Naturhybride aus zwei anderen Wildformen, vermutlich aus Abelmoschus tuberculatus und Abelmoschus ficulneus, ist. Als wahrscheinlichstes Herkunftsgebiet wird West- oder Ostafrika angenommen, speziell Äthiopien, Eritrea und Sudan. Okra ist fast weltweit verbreitet und wächst bevorzugt in tropisch-warmen Gebieten. Verwildert kommt er vor allem in Ägypten, Pakistan, Indien und Süd-China vor.

## Taxonomie
Die Erstveröffentlichung erfolgte 1753 unter dem Namen (Basionym) Hibiscus esculentus durch Carl von Linné in Species Plantarum, Tomus II, Seite 696. Die Neukombination zu Abelmoschus esculentus (L.) Moench wurde 1794 durch Conrad Moench in Methodus Plantas Horti Botanici et Agri Marburgensis, Seite 617 veröffentlicht.

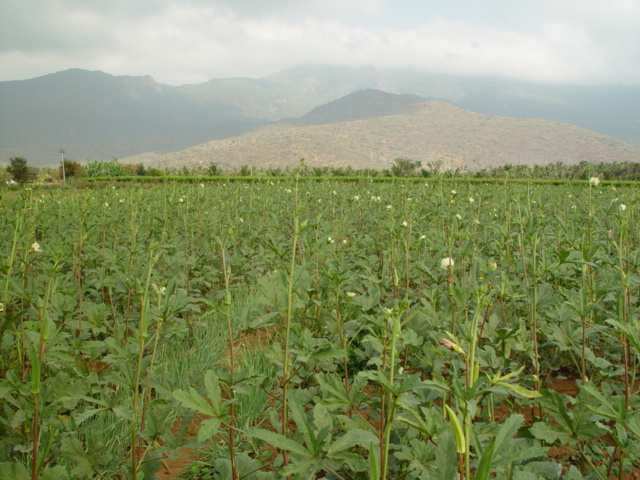
Okra-Feld

## Nutzung

### Als Nahrungsmittel
Die Okra ist eine der ältesten Gemüsepflanzen. Sie wurde schon vor mindestens 3000 Jahren von den Ägyptern an den Ufern des Nils kultiviert, angebaut wird sie aber wohl schon seit 4000 Jahren. Heute ist sie als Gemüsepflanze fast auf der ganzen Welt verbreitet. In die USA gelangte sie beispielsweise im Zusammenhang mit dem Sklavenhandel. Das Wort „Okra“ ist einer westafrikanischen Sprache entlehnt, vermutlich dem Igbo oder dem Akan.
Die energiearmen Schoten der Okra erinnern geschmacklich an grüne Bohnen (Fisolen) und werden als Gemüse gegessen. Okra wird vor allem im arabischen, afrikanischen und asiatischen Raum verwendet, ist aber auch im Nordosten von Brasilien, den Südstaaten der USA, der Karibik, in der Türkei und in Griechenland (griech. Μπάμια) sehr beliebt. Sie wird zum Beispiel in einem kreolischen Eintopf, dem Gumbo, verwendet, kann aber auch frittiert, als normales Gemüse gereicht oder roh gegessen werden. In Japan wird Okra (jap. オクラ) häufig in Scheiben geschnitten und mit Nattō vermengt gegessen.
Beim Kochen gibt die Schote Pektin ab, eine schleimige Substanz, die sich zum Eindicken von Speisen eignet. Möchte man auf sie verzichten, kann man die Okras entweder fünf Minuten in Essigwasser blanchieren (vorher Spitze kappen und Stielansatz entfernen) und danach mit kaltem Wasser abschrecken oder vor der Verarbeitung ein bis zwei Stunden in kaltem Zitronenwasser wässern.
Eine weitere Methode, die Schoten ohne Schleimproduktion zu garen, besteht darin, den Stiel nur so weit abzuschneiden, dass die Schote unverletzt bleibt (oder den Stiel vollständig zu lassen) und die Okras im Ofen nur so lange zu garen, bis sie weich sind. Anschließend können sie z. B. mit anderem, fertig gegartem Gemüse vermengt werden. Klassisch ist die Vermengung der gegarten Schoten mit Tomatensauce und Knoblauch.
Getrocknete Okra-Stücke werden auch zum Binden von Ragouts oder Saucen benutzt, indem man sie mitkochen lässt. Die reifen Samen der Früchte können auch geröstet gegessen oder als Kaffeeersatz verwendet werden. Aus den Samen kann auch Öl gewonnen werden.

### In der Textil-Industrie
Aus der Pflanze kann auch eine Faser erhalten werden, welche aber schwächer als Jute ist. Weiter werden die Früchte medizinisch genutzt.

### Weltproduktion
2023 betrug die Welternte etwa 11,5 Millionen Tonnen. Das Land mit der größten Okraproduktion der Welt war Indien, das 62,1 % der weltweiten Ernte produzierte. Die zehn größten Produktionsländer brachten zusammen etwa 94,4 % der Welternte ein. Okra wird nahezu ausschließlich in Asien und Afrika angebaut.
Die zehn größten Okra-Produzenten waren 2023:
| Rang | Land             | Menge (in t) |
| ---- | ---------------- | ------------ |
| 1    | Indien           | 7.158.000    |
| 2    | Nigeria          | 1.874.730    |
| 3    | Mali             | 759.511      |
| 4    | Sudan            | 303.155      |
| 5    | Pakistan         | 301.730      |
| 6    | Ägypten          | 107.694      |
| 7    | Elfenbeinküste   | 101.155      |
| 8    | Benin            | 101.003      |
| 9    | Bangladesch      | 96.018       |
| 10   | Kamerun          | 73.621       |
|      | Summe Top Ten    | 10.876.616   |
|      | restliche Länder | 646.675      |